# ويليام هال (سياسي)
ويليام هال هو محامي وسياسي أمريكي، ولد في 1815 في نيو أورلينز في الولايات المتحدة، وتوفي في 15 سبتمبر 1881. نشط حزبياً في الحزب الديمقراطي. وقد انتخب عضو جمعية ولاية ويسكونسن ‏.